# Font Vella (Igualada)
La Font Vella és una obra del municipi d'Igualada (Anoia). La font se situa a redós de les parets de la basílica de Santa Maria. La font queda protegida per una fornícula que ostenta el record en pedra i templet del que fou l'antiga Font Vella, de la qual avui només ens en queda aquesta part. Forma part de l'Inventari del Patrimoni Arquitectònic de Catalunya.

## Història
Fou la primera font construïda a Igualada i en el seu origen es trobava a la plaça del Pilar. Al fer-se la nova urbanització de la plaça es va traslladar la font i va posar-se al costat de l'església de Santa Maria. Es diu "Font Vella" perquè és la primera que va existir, encara que primer es deia "La Font". Aquesta font és el record que els igualadins tenen del difícil aprofitament de l'aigua que ha estat una tradició d'esforços a la ciutat al llarg de la seva història.